# Josefův Důl (district de Mladá Boleslav)
Pour les articles homonymes, voir Josefův Důl.
Josefův Důl (en allemand : Josefsthal) est une commune du district de Mladá Boleslav, dans la région de Bohême-Centrale, en Tchéquie. Sa population s'élevait à 438 habitants en 2020.

## Géographie
Josefův Důl se trouve sur la rive gauche de la Jizera, à 4 km au nord-nord-ouest de Mladá Boleslav et à 53 km au nord-est de Prague.
La commune est limitée par Bítouchov au nord, par Bradlec à l'est et par Mladá Boleslav au sud-est, au sud et à l'ouest.

## Histoire
La première mention écrite de la localité date de 1790.

## Transports
Par la route, Josefův Důl se trouve à 5 km du centre de Mladá Boleslav et à 66 km de Prague.